# Periscepsia delphinensis
Periscepsia delphinensis är en tvåvingeart som först beskrevs av Villeneuve 1922.  Periscepsia delphinensis ingår i släktet Periscepsia och familjen parasitflugor. Inga underarter finns listade i Catalogue of Life.